# 蘇努·尼甘

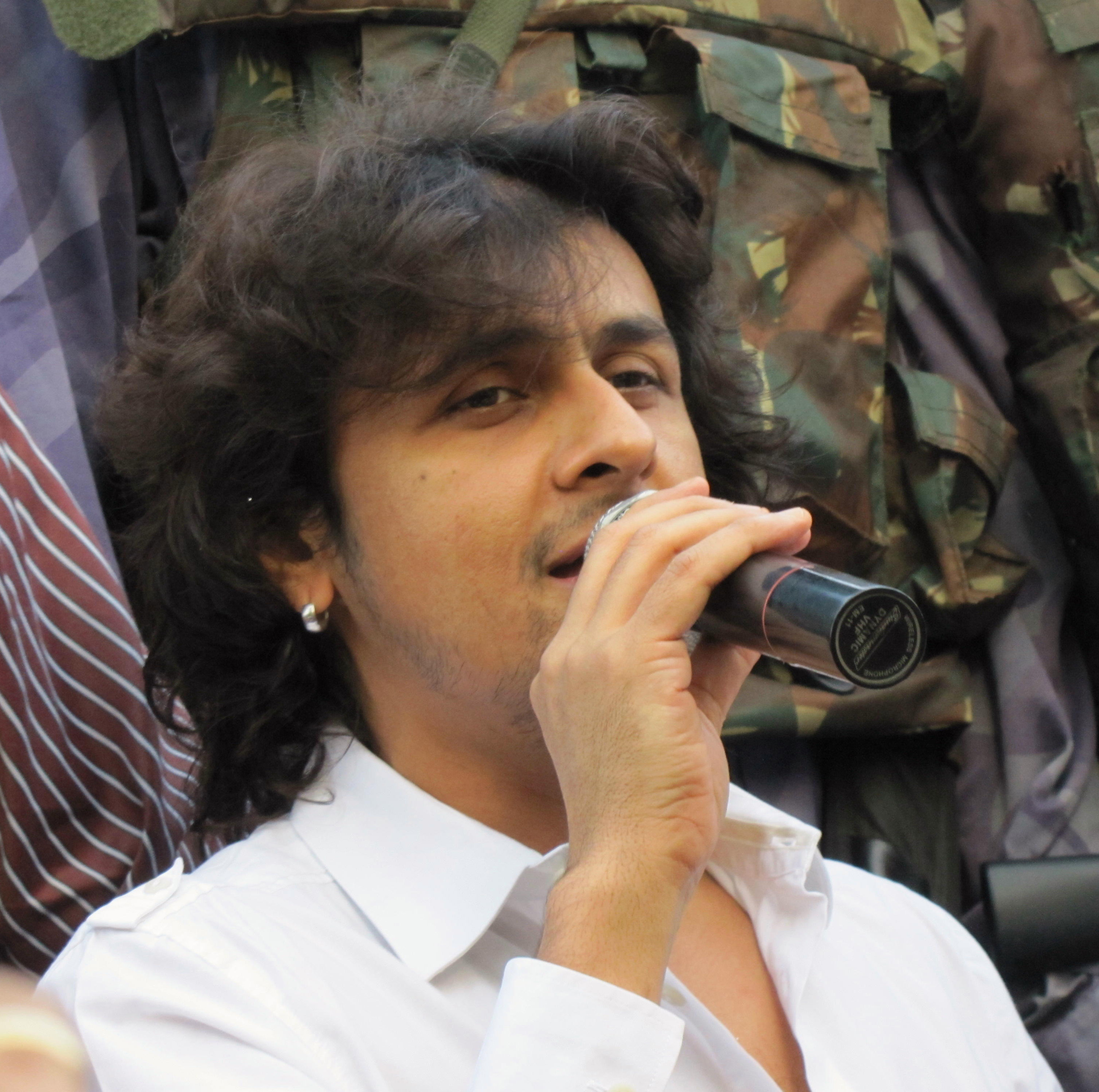
蘇努·尼甘

蘇努·尼甘 (Sonu Nigam，1973年7月30日—) 是印度幕後代唱歌手、音乐总监、和演员。 蘇努·尼甘較多的為印地语和卡纳达语电影代唱。其本人也出演了一些宝莱坞印地語电影。  他一共用32种语言唱了6,000多首歌曲。 
蘇努·尼甘曾获得一项印度國家電影獎、两项印度电影观众奖。 2013年9月和10月，他两次登頂告示牌榜單榜首。尼加姆還獲頒莲花士勋章。